# Skákavka okenní
Skákavka okenní (Sittipub pubescens, syn. Attulus pubescens, Sitticus pubescens, Hypositticus pubescens) je druh pavouka z čeledi skákavkovití (Salticidae).

## Popis
Skákavky okenní dosahují velikosti 4 až 6 mm, z toho hlavohruď zabírá asi 2 až 2,5 mm. Zadeček má oválný tvar a je zploštělý. Zbarvení hlavohrudi je šedé až šedohnědé, s nevýraznou skvrnitou kresbou. Středem hlavohrudi se táhne špatně viditelná bělavá linka, jež může být i přerušovaná, případně redukovaná na pouhou bělavou skvrnku. Zadeček je zbarven šedě až šedohnědě, je poset různorodými černými skvrnkami a několika páry světlých skvrn. Vzorování těla v rámci druhu bývá značně variabilní, obecně je však kryptické a umožňuje pavoukovi splývat s podkladem. Samice bývají světlejší a méně kontrastní než samci. Skákavku okenní lze zaměnit s podobnou, ač o něco tmavší a kontrastnější, skákavkou plotní (Sitticus terebratus).

## Biologie
Skákavka okenní je palearktický druh, přičemž se vyskytuje prakticky v celé Evropě a Poamuří. V Česku patří mezi značně hojné pavouky, a to od nížin po horské oblasti. Skákavka okenní obecně žije v rozličných skalnatých stanovištích, tj. na osluněných skálách, v sutích či lomech. Do skalních štěrbin či pod kameny samice zapřádají i kokony s vajíčky. Skákavka okenní je aktivní zvláště během slunných dní. Jméno jí vyneslo to, že se často zdržuje i v synantropních stanovištích, v domácnostech často dlí v okolí oken. V budovách se lze s dospělci setkat celoročně, ve volné přírodě pak od dubna do října.